# Annibale Preca
Annibale Preca (Lia, 22 marzo 1832 – Lia, 20 novembre 1901) è stato un filologo, linguista e scrittore maltese, particolarmente attivo nello studio e nella promozione della lingua maltese.

## Biografia
Nacque a Lia, nell'allora Colonia britannica di Malta, il 22 marzo 1832 da Paolo Preca e Anna Bisettini. Studiò al liceo e divenne poi un insegnante presso la scuola di Mosta. Insieme all'allievo e futuro amico Alfons Maria Galea si adoperò per promuovere lo studio e l'uso della lingua maltese, all'epoca in forte declino. Nei suoi studi linguistici sostenne che il maltese fosse strettamente imparentato con l'ebraico.
Contribuì a diversi periodici e riviste, tra cui Is-Sebħ, e pubblicò diversi scritti sulla lingua maltese e su temi religiosi, storici e geografici. Fu inoltre un fervente cattolico e contribuì attivamente alla vita della parrocchia di Lia.
Morì a Lia il 20 novembre 1901.

## Opere
- Saggio intorno alla lingua maltese come affine dell'ebraico, Zefirino Micallef Tipografo, 1880.
- (MT) Alfabet fonétku Malti gall Iskeyyel tal Gvern, Giovanni Muscat, 1883.
- (MT) Storja Sagra, I, II, III, IV.
- (MT) Storja tal-Knisja, Giovanni Muscat, 1896.
- Malta Cananea, ossia, investigazioni filologico-etimologiche nel linguaggio maltese, Alfons Maria Galea Tipografia, 1904.